# Karl Hofmann (Bergsteiger)

Karl Hofmann

Karl Hofmann, auch Carl Hofmann, (* 26. Oktober 1847 in München; † 8. September 1870 bei Bazeilles) war ein deutscher Bergsteiger.

## Leben

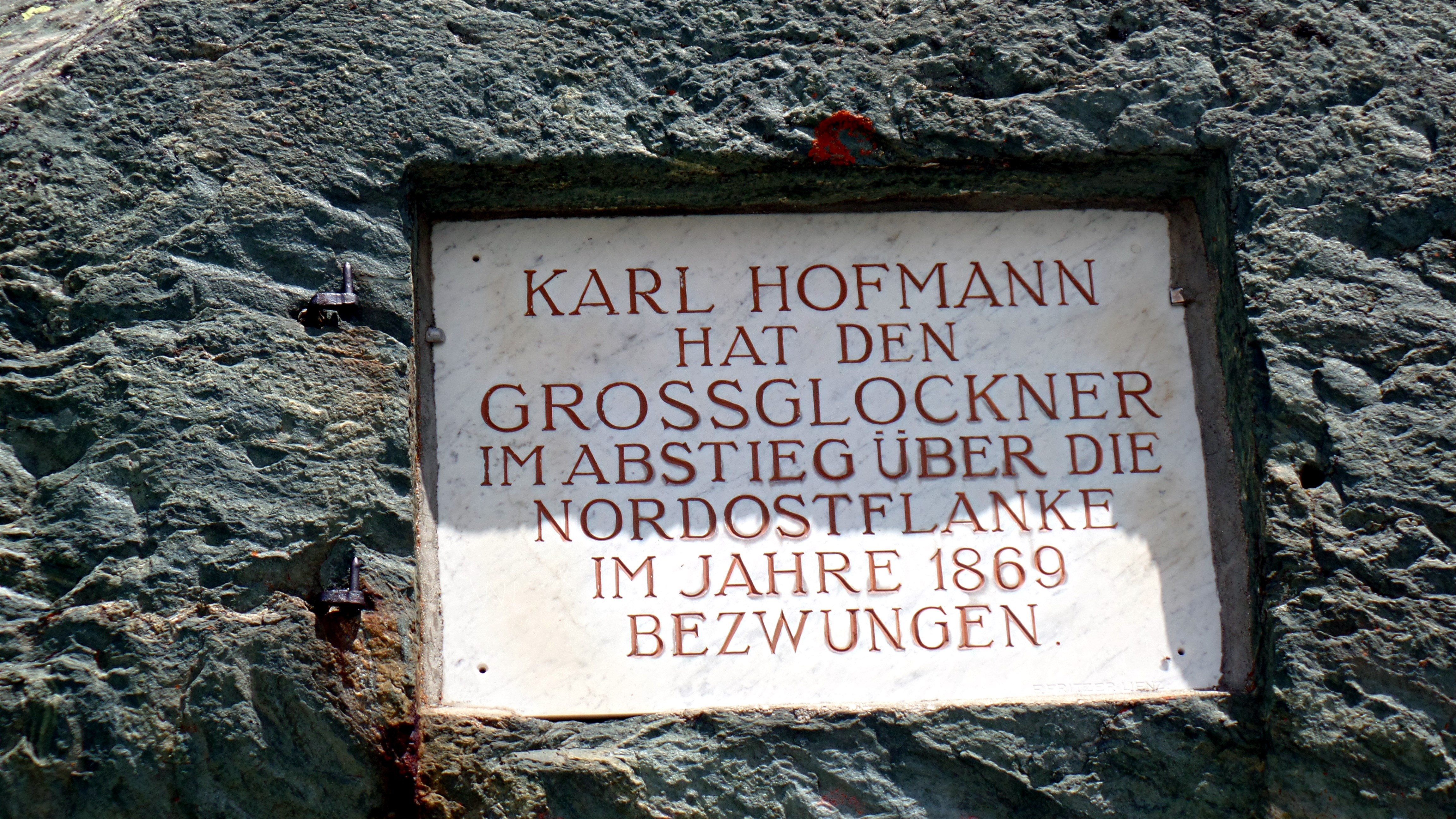
Gedenktafel an der Franz-Josephs-Höhe

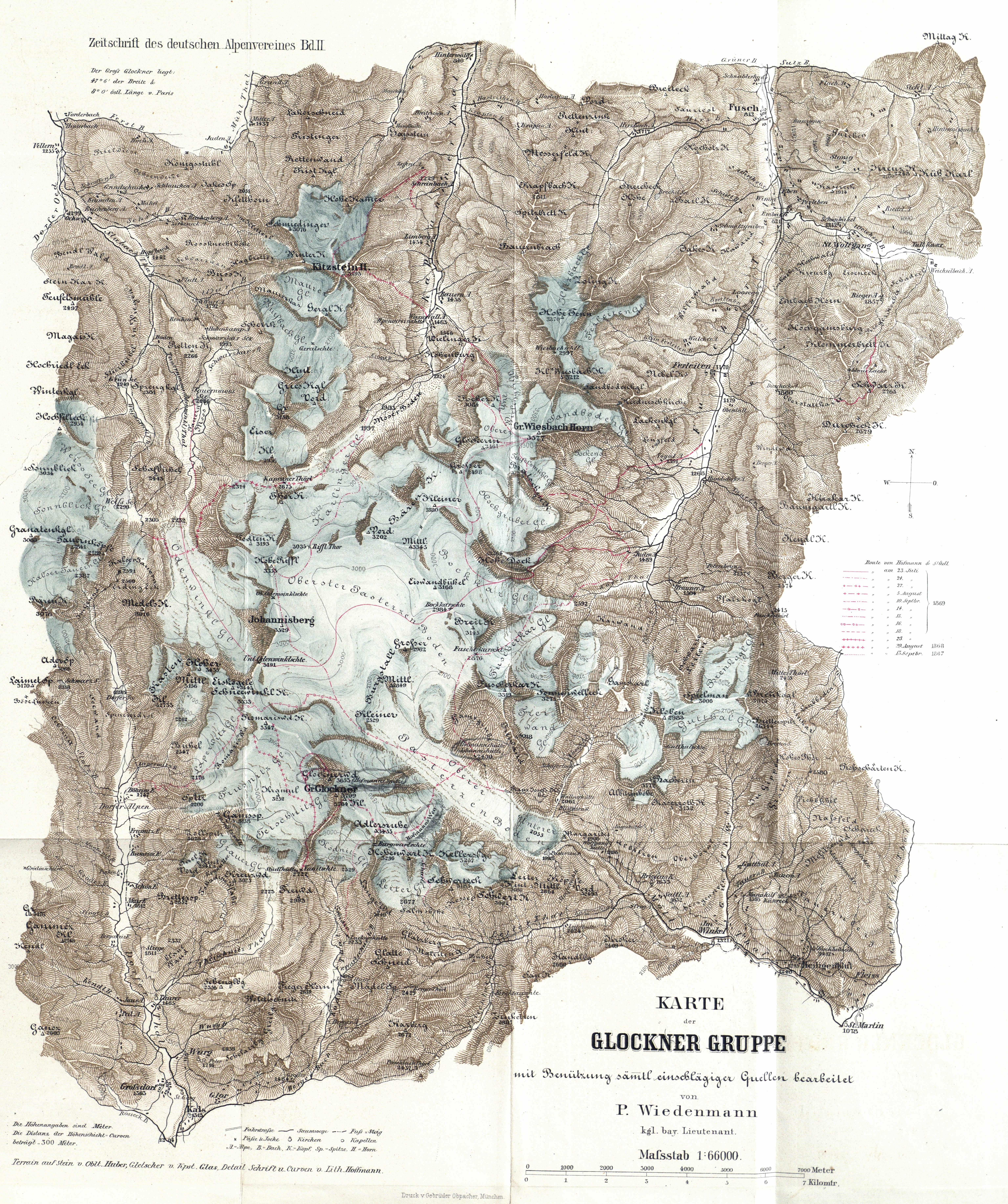
Karte der Glocknergruppe mit den Routen von Hofmann und Stüdl

Karl Hofmann war Student der Rechtswissenschaften in München. 1869 war er wesentlich an der Gründung des Deutschen Alpenvereins beteiligt. Zusammen mit dem Prager Alpinisten Johann Stüdl und den Führern Josef Schnell und Thomas Groder führte er viele bedeutende Bergtouren insbesondere in der Glocknergruppe in Österreich durch. Unter seinen Erstbesteigungen waren unter anderem der Hochgall (3. August 1868), der Schneewinkelkopf (14. September 1869) und die Hohe Riffl (15. September 1869). Am 18. September 1869 konnte er mit der Klockerin, dem Großen Bärenkopf und dem Hinteren Bratschenkopf drei Erstbesteigungen an einem Tag verzeichnen.
Besonders bekannt wurde Karl Hofmann durch seine Entdeckung eines direkten Weges zwischen der Pasterze und der Adlersruhe am Großglockner ohne den Umweg über das Leitertal und die Salmhütte. Am 5. August 1869, dem Tag der Eröffnung des neu erbauten und von seinem Freund Stüdl finanzierten Klettersteiges über den Stüdlgrat entdeckte er im Abstieg den Weg durch den Gletscherbruch, der für viele Jahrzehnte der beliebteste Anstieg zum Großglockner wurde. Sowohl der Weg (Hofmannsweg) als auch der Gletscher (Hofmannskees) wurden nach Karl Hofmann benannt. Auch die mittlerweile abgerissene Hofmannshütte und der Hofmannspitze in der Glocknerwand tragen seinen Namen.
1870 fiel Karl Hofmann in der Schlacht bei Sedan.

## Grabstätte

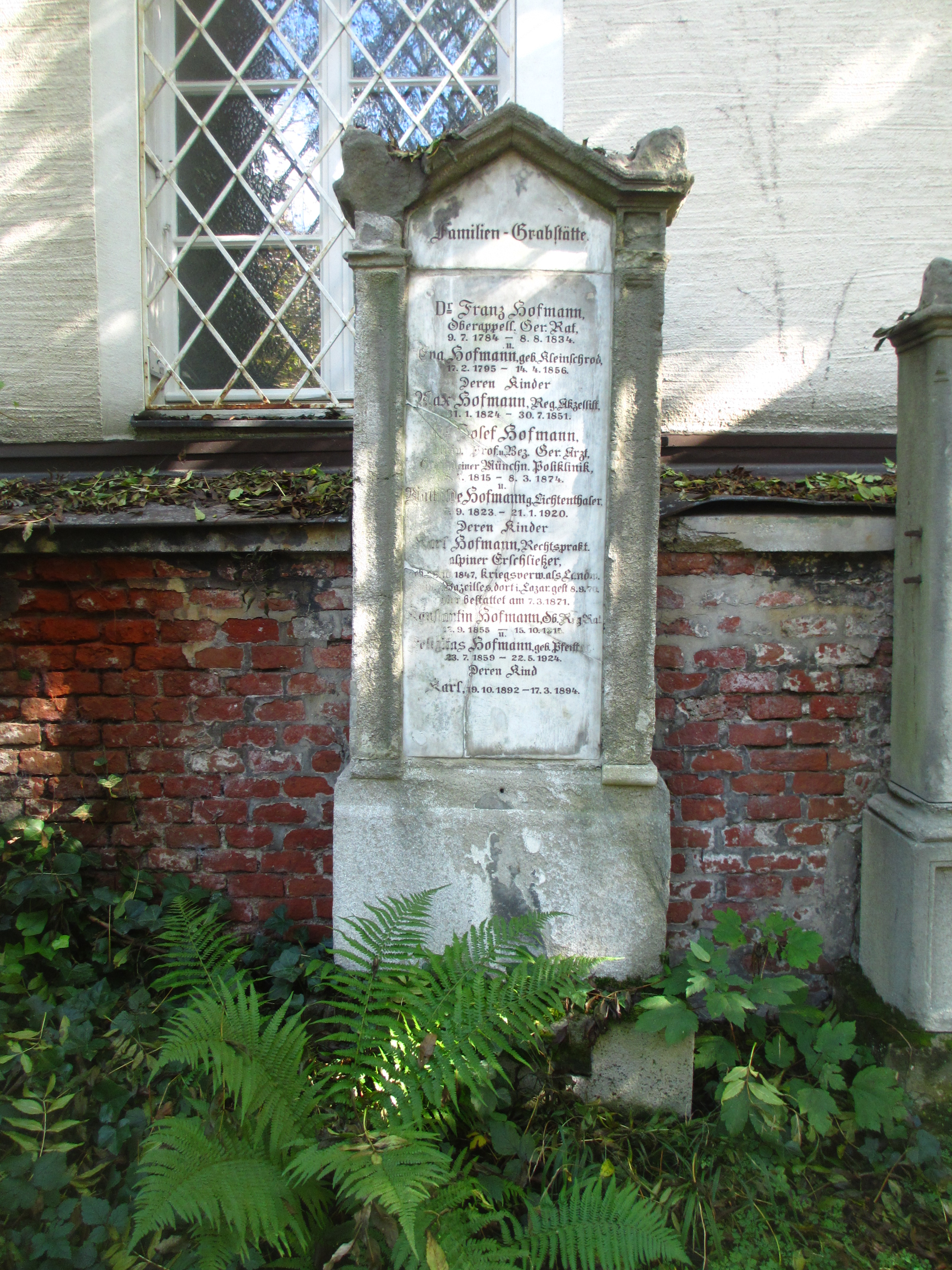
Grab von Karl Hofmann auf dem Alten Südlichen Friedhof in München

Die Grabstätte von Karl Hofmann befindet sich auf dem Alten Südlichen Friedhof in München (Mauer Links Platz 212 bei Gräberfeld 7) Standort.

## Schriften
- Johann Stüdl (Hrsg.): Karl Hofmann's Gesammelte Schriften alpinen und vermischten Inhalts. Amthor, Gera 1871, urn:nbn:de:bvb:355-ubr03054-8.